# 329935 Prevot
329935 Prevot este o planetă minoră (asteroid) din centura de asteroizi. A fost descoperită pe 30 iulie 2005 la Vicques⁠(d) de Michel Ory⁠(d) și a fost numită după Jean Prévost⁠(d). 
Obiectul prezintă o orbită caracterizată de o semiaxă mare de 2,4517435749134 UAi, o excentricitate de 0,23, o înclinație de 5,7 ° în raport cu ecliptica.